# Joubert Araújo Martins
Joubert Araújo Martins (Beto, n. 7 ianuarie 1975, Cuiabá, Mato Grosso, Brazilia) este un fost fotbalist brazilian.
Între 1995 și 1999, Beto a jucat 11 de meciuri pentru echipa națională a Braziliei.

## Statistici
| Brazilia | Brazilia | Brazilia |
| An       | Meciuri  | Goluri   |
| -------- | -------- | -------- |
| 1995     | 2        | 0        |
| 1996     | 1        | 0        |
| 1997     | 0        | 0        |
| 1998     | 0        | 0        |
| 1999     | 8        | 0        |
| Total    | 11       | 0        |